# Petr Zelenka
Petr Zelenka (ur. 21 sierpnia 1967 w Pradze) – czeski reżyser i scenarzysta.

## Życiorys
Oboje rodziców związani są z filmem. We wczesnej młodości Zelenka występował jako basista i tekściarz punkowej grupy V noci. W roku 1991 ukończył scenopisarstwo na Wydziale Filmowym i Telewizyjnym Akademii Sztuk Scenicznych w Pradze. Już jego pierwszy film, Guzikowcy, odniósł międzynarodowy sukces.
W swoich filmach Zelenka opisuje współczesne mu pokolenie i jego fascynacje w formie smutnych i groteskowych komedii. Wśród swoich filmowych mistrzów wymienia Pedra Almodóvara i Woody’ego Allena. Bohaterowie Zelenki to najczęściej ludzie bierni, słabi, poddający się nurtowi życia, niemający żadnego pomysłu na związki emocjonalne z innymi ludźmi.
Sztuka Oczyszczenie, której premiera odbyła się 27 października 2007, została napisana przez Zelenkę specjalnie dla Starego Teatru w Krakowie.
Sztukę Job Interviews wystawiła Scena Polska Teatru w Czeskim Cieszynie (premiera 24 lutego 2018)

## Filmy i scenariusze
- Guzikowcy (Knoflíkáři) – film roku 1998 (Złote Lwy).
- Samotni (Samotáři) – nagroda publiczności XVI Warszawskiego Międzynarodowego Festiwalu Filmowego.
- Rok diabła (Rok ďábla) – Kryształowy Globus na Festiwalu w Karlowych Warach (2002).
- Opowieści o zwyczajnym szaleństwie (Příběhy obyčejného šílenství) – sztuka teatralna (w 2005 roku – również film fabularny) nagrodzona Nagrodą Alfréda Radoka za Najlepszą Sztukę roku 2001.
- Bracia Karamazow (Karamazovi) – według powieści Dostojewskiego – premiera w Czechach odbyła się 24 kwietnia 2008 roku.
- Zagubieni (Ztraceni v Mnichově) – scenariusz został zainspirowany kontrowersyjnym esejem historyka Jana Tesařa(inne języki), dotyczącego układu monachijskiego z 1938 roku; premiera 8 października 2015 roku w Londynie.

Oprócz sukcesów wymienionych produkcji Zelenka jest jeszcze laureatem m.in.: rotterdamskiego Tygrysa 1998, Złotego Zimorodka Finále 1998, Złotej Róży MFF Bergamo, Złotego Klucza MFF Trenčianske Teplice, łagowskiego Srebrnego Grona, Nagrody Publiczności MFF Saloniki, Nagród FIPRESCI i Jury Ekumenicznego Festiwalu w Mannheim.